# ملكة جمال الولايات المتحدة الأمريكية 1957
ملكة جمال الولايات المتحدة الأمريكية 1957 (بالإنجليزية: Miss USA 1957)‏ هي نسخة سادسة من مسابقة ملكة جمال الولايات المتحدة الأمريكية منذ انطلاقتها عام 1952، عقدت المسابقة في 17 يوليو 1957 ، في قاعة لونغ بيتش البلدية ، لونغ بيتش ، كاليفورنيا ، أثناء التحضير لمسابقة ملكة جمال الكون لهذا العام، تعد مسابقة ملكة جمال الولايات المتحدة الأمريكية لعام 1957 ، المناسبة الوحيدة حتى الآن التي تم فيها تجريد الفائزة من لقبها من قبل منظمي المسابقة، بسبب اكتشاف مخالفة قواعد التنظيمية للمشاركة، وستكون هذه هي المرة الوحيدة التي لا يتم فيها تمثيل الولايات المتحدة في مسابقة ملكة جمال الكون. ماحدث في نهاية المسابقة تم إعلان فوز ماري ليونا غيج من ماريلاند ملكة جمال الولايات المتحدة الأمريكية 1957 وتوجتها من قبل صاحبة اللقب المنتهية ولايتها ، ملكة جمال الكون 1956 كارول موريس ، من ولاية أيوا.
دأت الشائعات في اليوم التالي بحول ظروف ماري ليونا غيج الماضية والحالية في الانتشار ، وفتح تحقيق من قبل منظمي المسابقة. تم اكتشاف أن ماري ليونا غيج كانت تبلغ من العمر 18 عامًا (وليس 21 كما ادعت) ، بينما أكدت والدتها وحماتها أنها تزوجت مرتين وكانت أم لطفلين صغيرين.
نظرًا لأن كل هذه كانت انتهاكات لقواعد أهلية متعددة للمسابقة ، تم استبعاد ماري ليونا غيج على الفور ، وتم تمرير العنوان وحزمة الجائزة المرتبطة تلقائيًا إلى الوصيفة الأولى ، شارلوت شيفيلد من يوتا. تم نقل المتأهلين الثلاثة الآخرين إلى مكان واحد ، وأصبحت صاحبة أعلى الدرجات في نصف النهائي ، كاثرين غابرييل من ولاية أوهايو ، الوصيفة الرابعة.
لسوء الحظ ، بحلول الوقت الذي اندلعت فيه الفضيحة علنًا ، كان الحكم الأولي لملكة جمال الكون قد تم بالفعل ، مع اختيار ماري ليونا غيج لتكون في الدور نصف النهائي ، وسمح له بالمشاركة في انتظار نتائج التحقيق. لقد فات الأوان بالنسبة لشيفيلد للتنافس ، في وقت لاحق من ذلك العام ، تم إرسال شيفيلد إلى لندن كمتسابقة الولايات المتحدة لملكة جمال العالم 1957 ، لكنها فشلت في تحقيق مراكز متقدمة.

## النتائج

### المراكز النهائية
| ملكة جمال الولايات المتحدة الأمريكية 1957 | - ماريلاند - ماري ليونا كيج (خلوعه) |
| ملكة جمال الولايات المتحدة الأمريكية 1957 | - يوتا - شارلوت شيفيلد (منصبه) |
| الوصيفة الأولى                            | - فيرجينيا الغربية - روث بار |
| الوصيفة الثانية                           | - نيفادا - جوان ادامز |
| الوصيفة الثالثة                           | - نبراسكا - كارولين ماكجير |
| الوصيفة الرابعة                           | - أوهايو - كاثرين جابرييل |
| أفضل 15                                   | - أركنساس - هيلين جاروت - كاليفورنيا - بيجي جاكوبسون - إلينوي - ماريان جابا - أيوا - جوديث هول - ماساتشوستس - ساندرا رمزي - نيويورك - سانيتا بيلكي - كارولاينا الجنوبية - جين سبوتس - تكساس - جلوريا هانت - واشنطن - ديانا شافر |

## المتسابقات
شاركت متسابقات الولايات في مسابقة ملكة جمال الولايات المتحدة الأمريكية 1957:
| - أركنساس - هيلين جاروت - كاليفورنيا - بيجي جاكوبسون - كولورادو - ماري كلافام - كونيتيكت - روزماري جاليوتي - ديلاوير - باتريشيا إلينجسورث - فلوريدا - دياني كيتس - جورجيا - روث ليكان - إلينوي - ماريان جابا - إنديانا - بات دورسيت - آيوا - جوديث هول - لويزيانا - إيرلين ريجوفر - مين - روبرتا أيمي - ماريلاند - ماري ليونا غيج - ماساتشوستس - ساندرا رامزي - ميشيغان - شارون مور - مينيسوتا - ماري فورد - ميزوري - جوديث مورباك - نبراسكا - كارولين ماكجير - نيفادا - جوان ادامز - نيوهامبشير - ليلى موران - نيو جيرسي - جين لويس | - نيومكسيكو - باتريشيا ستافورد - نيويورك - سانيتا بيلكي - كارولاينا الشمالية - بيجي آن دينيس - داكوتا الشمالية - آن ماريت ترانس - أوهايو - كاثرين غابرييل - أوكلاهوما - روز ماري راب - أوريغون - سونيا لاندسيم - بنسيلفانيا - روزالي كولب - رود آيلاند - ميرنا ألتيري - كارولاينا الجنوبية - جين سبوتس - داكوتا الجنوبية - جاي مارشال - تينيسي - باتريشيا براذر - تكساس - جلوريا هانت - يوتا - شارلوت شيفيلد - فيرمونت - مارجوري لينك - فرجينيا - باتريشيا بوش - واشنطن - ديانا شيفر - فيرجينيا الغربية - روث بار - ويسكونسن - ناتالي لوك - وايومنغ - مارلين هوكينز |

## روابط خارجية
- موقع ملكة جمال الولايات المتحدة الأمريكية الرسمي